# Wicked Wonderland
Albums de Lita Ford
Black
(1995) Living Like a Runaway
(2012)
Wicked Wonderland est le 7e album studio de Lita Ford sorti le 2 octobre 2009 en Europe.

## Liste des titres
1. Crave - 3:46
2. Piece (Hell Yeah) - 3:41
3. Patriotic S.O.B. - 4:32
4. Scream 4 Me - 3:57
5. Inside - 4:12
6. Wicked Wonderland - 3:50
7. Indulge - 4:42
8. Love - 5:31
9. Betrayal - 3:58
10. Sacred - 4:34
11. Truth - 3:55
12. Everything - 3:35
13. Bed - 6:51
14. Garden - 4:06
15. Push - 4:16

## Musiciens
- Lita Ford - Chants, Guitare, Productrice
- Jim Gillette - Chants, Producteur, Mixage
- Jeremy Mackenzie - Producteur, Mixage
- Greg Hampton - Producteur, Mixage, Instruments
- Maor Appelbaum - Mastering
- Chris Collier - Batterie
- Stet Howland - Batterie
- Tyler Clinton - Photographie
- Piggy D. - Art Direction, Design, Photographie